# Karol Stryjeński

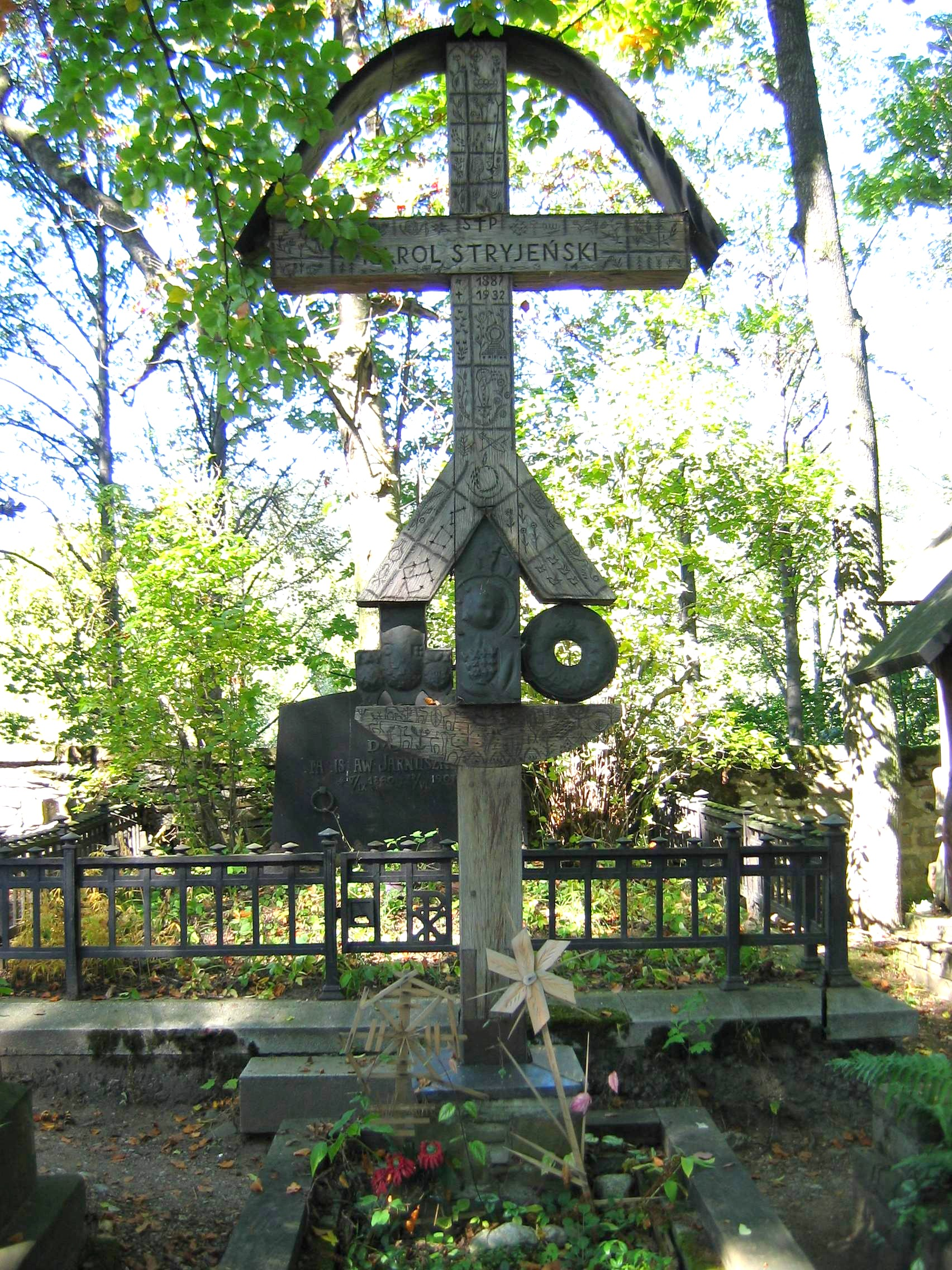
Grób Karola Stryjeńskiego na Pęksowym Brzyzku

Karol Stryjeński (ur. 19 stycznia 1887 w Krakowie, zm. 21 grudnia 1932 w Warszawie) – architekt, rzeźbiarz, działacz społeczny, dyrektor Państwowej Szkoły Przemysłu Drzewnego w Zakopanem. Mąż Zofii Stryjeńskiej.

## Życiorys
Był synem Tadeusza Stryjeńskiego, znanego krakowskiego architekta, bratem Władysława. Ukończył gimnazjum im. Sobieskiego w Krakowie. W latach 1907–1911 studiował architekturę na politechnice w Zurychu. Studiował też rzeźbę w paryskiej École nationale supérieure des beaux-arts. Pierwszym sukcesem Karola Stryjeńskiego było zwycięstwo w 1912 r. w konkursie na projekt mieszkań robotniczych w Krakowie. 4 listopada 1916 r. ożenił się z Zofią Lubańską, późniejszą znaną malarką, ilustratorką i projektantką tkanin. Małżeństwo skończyło się rozwodem w 1927, para była rodzicami trójki dzieci: córki Magdaleny (1918–1991) oraz synów bliźniaków: Jana i Jacka. W 1922 r. uzyskał pierwszą nagrodę w rządowym konkursie na plan regulacji Zakopanego. Od 1922 r. był dyrektorem Szkoły Przemysłu Drzewnego w Zakopanem. Podniósł znacząco poziom szkoły. Na Wystawie Sztuk Dekoracyjnych w Paryżu w 1925 r. prace jego uczniów uzyskały złote medale.
Udzielał się w Polskim Towarzystwie Tatrzańskim, był m.in. prezesem sekcji narciarskiej i organizatorem zawodów sportowych.
W 1927 r. przeniósł się do Warszawy, gdzie objął katedrę rzeźby monumentalnej na Akademii Sztuk Pięknych. W 1929 r. założył, działające do dzisiaj przy Uczelni, Towarzystwo Przyjaciół Akademii Sztuk Pięknych w Warszawie, które od roku 2018 funduje nagrodę jego imienia za najlepszy dyplom magisterski zrealizowany w ASP w Warszawie. W 1932 r. został dyrektorem Instytutu Propagandy Sztuki w Warszawie. W tym samym roku zmarł na skutek wylewu krwi do mózgu. Został pochowany w rodzinnym grobowcu w Krakowie, a po kilkunastu miesiącach zgodnie z ostatnią wolą zmarłego, przeniesiono jego prochy na Cmentarz Zasłużonych na Pęksowym Brzyzku w Zakopanem (kw. L-I-19).

## Projekty i realizacje
- wnętrza pawilonu polskiego na Międzynarodowej Wystawie Sztuk Dekoracyjnych w Paryżu w 1925 r. (autor pawilonu: Józef Czajkowski),
- gmach Instytutu Propagandy Sztuki w Warszawie,
- skocznia narciarska Wielka Krokiew w Zakopanem,
- mauzoleum Kasprowicza na Harendzie w Zakopanem,
- schroniska tatrzańskie: Schronisko PTTK nad Morskim Okiem, nieistniejące już w tej postaci na Hali Gąsienicowej oraz Trzecie schronisko w Dolinie Pięciu Stawów Polskich.
- odbudowa i rozbudowa kościoła św. Jana Chrzciciela w Radłowie.
- kaplica nagrobna rodu Scipio del Campo w Łopuszce Wielkiej.

## Ordery i odznaczenia
- Złoty Krzyż Zasługi (9 listopada 1931)[5]

## Prace

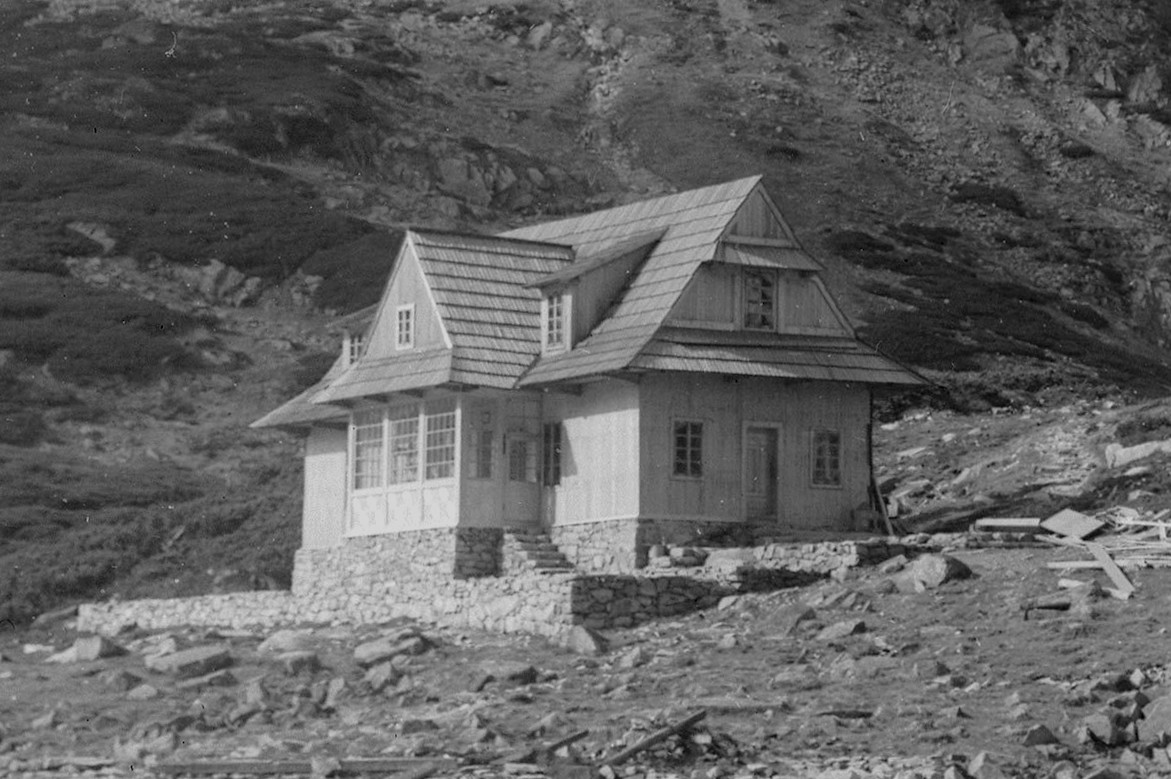
Trzecie schronisko w Dolinie Pięciu Stawów Polskich (1928).
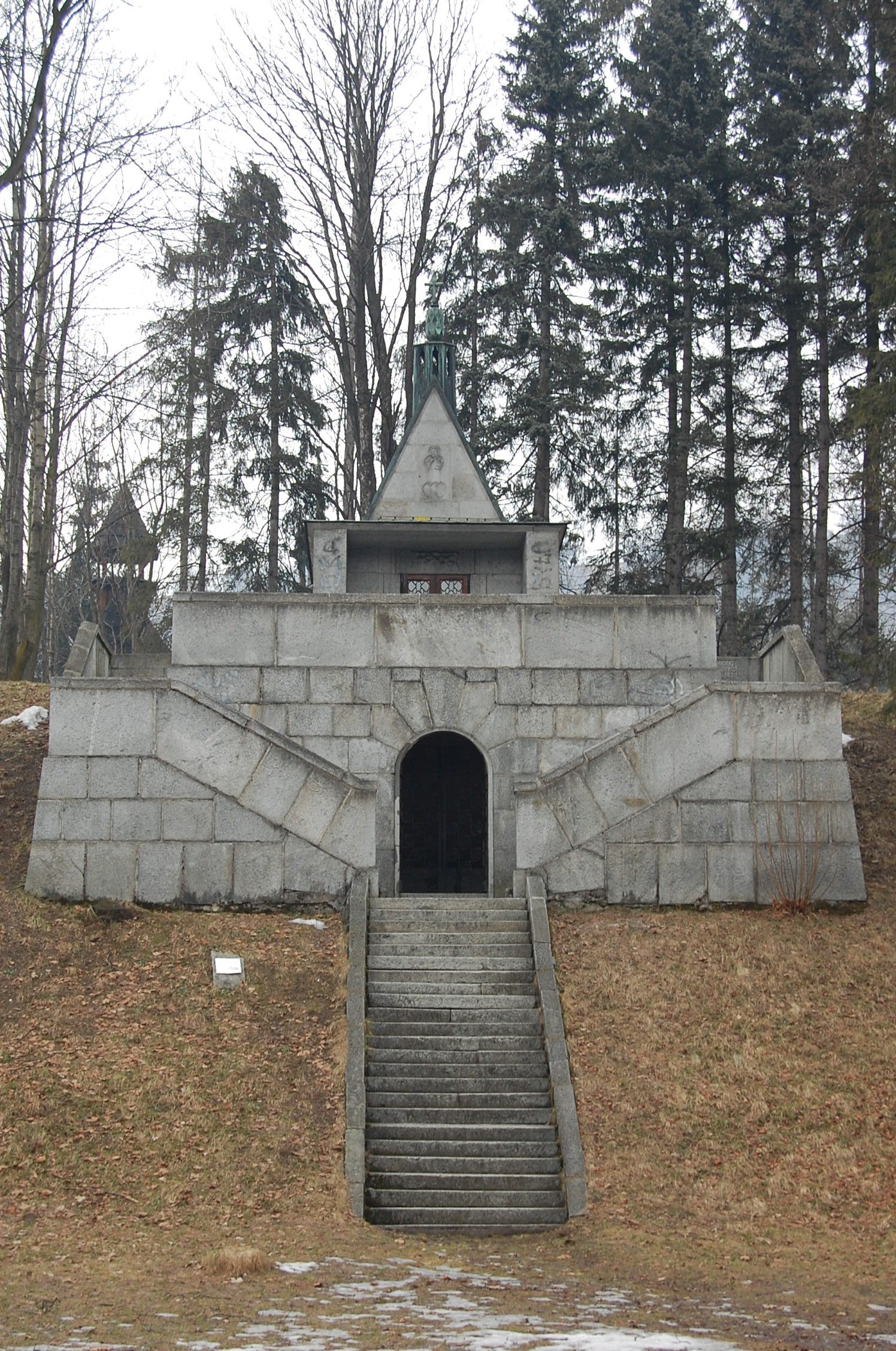
Mauzoleum Jana Kasprowicza (1933) będące przykładem architektury art déco inspirowanej stylem zakopiańskim
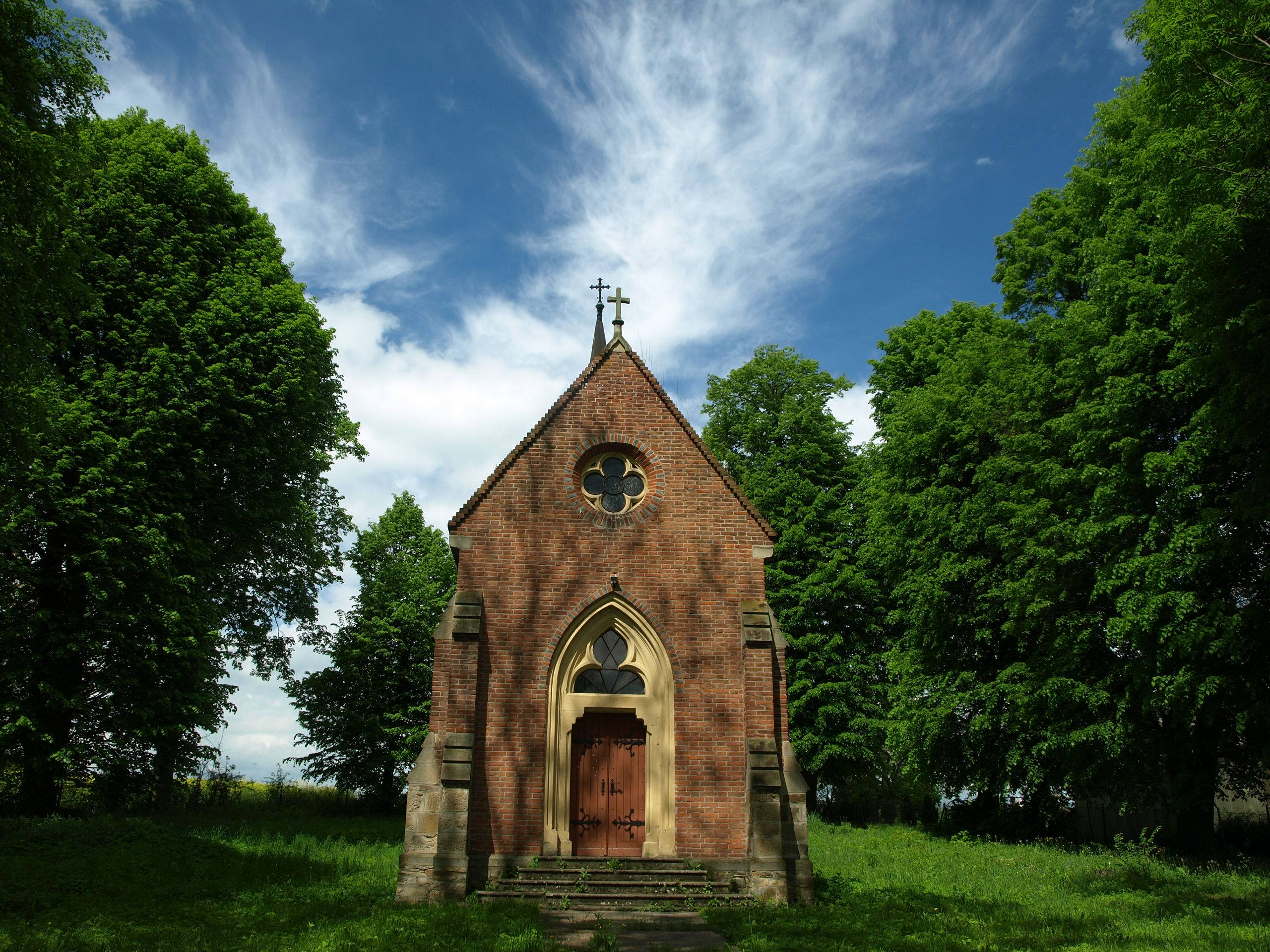
Kaplica grobowa rodziny Scipio del Campo w Łopuszce Wielkiej.
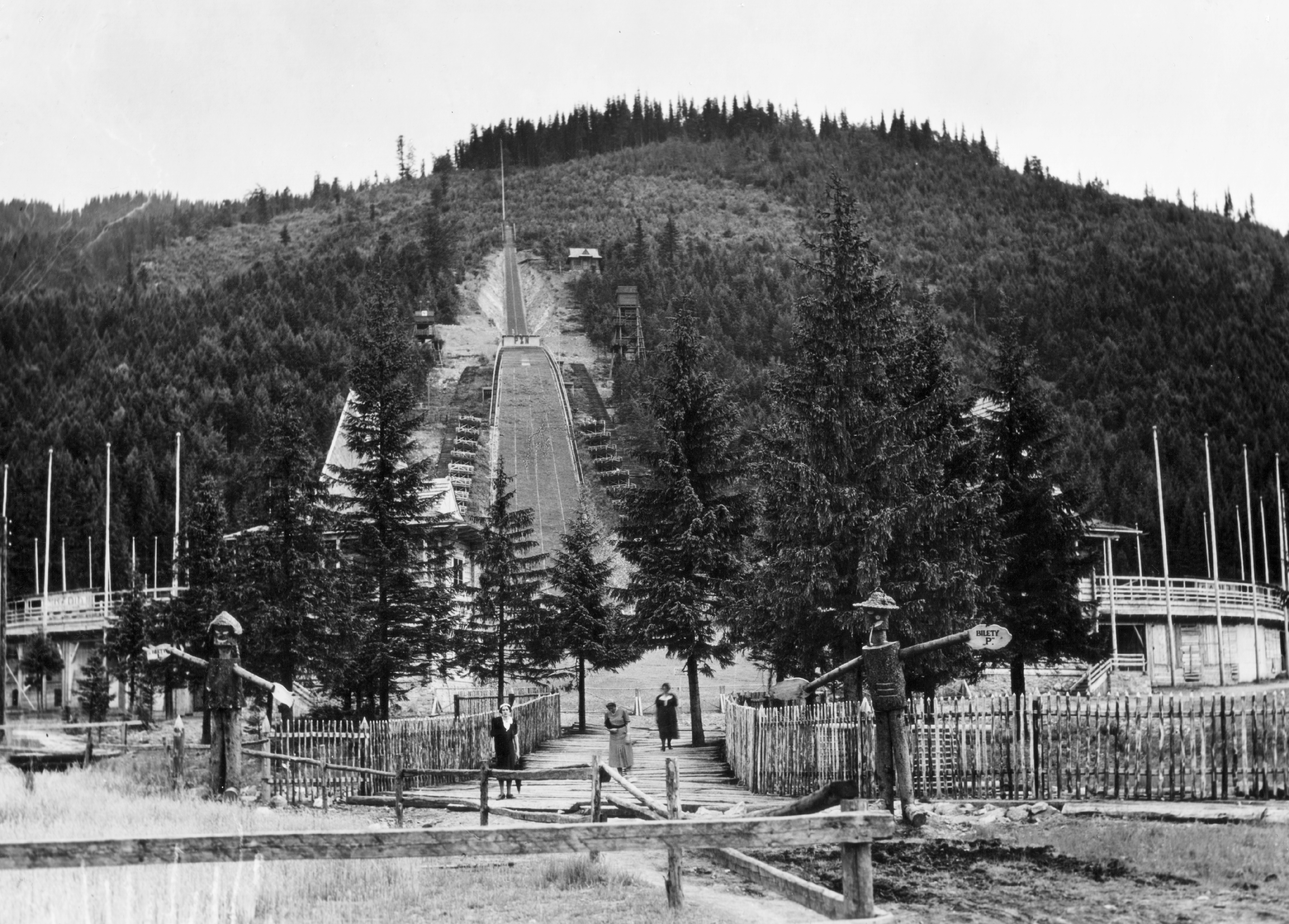
Wielka Krokiew (widok w 1939).